# Morris Travers
Morris William Travers (24. ledna 1872 – 25. srpna 1961) byl anglický chemik, který se společně s Williamem Ramsayem podílel na objevu xenonu, neonu a kryptonu.

## Život
Travers se narodil v londýnském Kensingtonu jako syn doktora Williama Traverse (1838–1906), průkopníka aseptických chirurgických technik. Jeho matkou byla Anne Pococková. 
Travers chodil do školy v Ramsgate, Wokingu a Blundell's School. Studoval na University College, kde začal spolupracovat s Williamem Ramsayem. Travers pomohl Ramsaymu určit vlastnosti nově objevených plynů argonu a helia. Při hledání dalších plynů také zahřívali minerály a meteority, ale žádné plyny nenašli. V roce 1898 pak získali velké množství kapalného vzduchu a podrobili ho frakční destilaci. Spektrální analýza nejméně těkavé frakce odhalila přítomnost kryptonu. Ve frakci argonu hledali složku s nižším bodem varu a objevili neon. Nakonec byl spektroskopicky identifikován xenon, který se vyskytuje jako ještě méně těkavý doprovod kryptonu. Travers znal celou historii výzkumu a v roce 1956 napsal životopis sira Williama Ramsaye A life of Sir William Ramsay, K.C.B., F.R.S.
V roce 1904 se Travers stal profesorem na University College. V květnu 1904 byl zvolen členem Královské společnosti.
V letech 1901–1902 byl Ramsay požádán, aby indické vládě poradil se založením vědeckého ústavu, a tento ústav byl s pomocí vlády státu Mysore a J. N. Taty založen v Bangalore. Ramsay navrhl Traverse jako možného ředitele tohoto ústavu a v roce 1906 byl Travers jmenován ředitelem nového Indického vědeckého institutu.